# Monfréville

Monfréville este o comună în departamentul Calvados, Franța. În 1 ianuarie 2022 avea o populație de 96 de locuitori.